# Phoebe Dynevor
Phoebe Harriet Dynevor (Trafford, 17 de abril de 1995) es una actriz británica, conocida por su papel de Daphne, la cuarta hija de Bridgerton, en el drama de época de Netflix Bridgerton (2020-2022). Comenzó su carrera como actriz infantil, apareciendo en el drama escolar de la BBC Waterloo Road (2009-2010). Luego tuvo papeles recurrentes en la serie de la BBC Prisoners' Wives (2012-2013) y Dickensian (2015-2016), así como en la comedia dramática Land Younger (2017-2021), con un papel principal en la serie Snatch (2017-2018).

## Biografía

### Infancia y estudios
Phoebe Harriet Dynevor nació el 17 de abril de 1995 en Trafford un municipio metropolitano del Gran Mánchester en Inglaterra, hija del guionista de la serie de televisión Emmerdale Tim Dynevor y la actriz Sally Dynevor, principalmente conocida por su papel de larga duración como Sally Webster en Coronation Street. Sus abuelos paternos también trabajaron en la industria de la televisión. Tiene un hermano menor, Samuel, y una hermana menor, Harriet.
Durante su infancia asistió al Oakfield Nursery School en Altrincham y luego al Cheadle Hulme School en Stockport, donde obtuvo una clasificación de A y dos B en sus exámenes de A Level, mientras estudiaba también trabajaba como actriz infantil.

### Carrera
En 2009, Dynevor, de 14 años, consiguió su primer papel como Siobhan Mailey en la quinta temporada de la serie de televisión Waterloo Road. Más tarde, hizo apariciones episódicas en varios dramas británicos como Monroe y The Musketeers. Luego tuvo un papel secundario en el drama de la BBC Prisoners' Wives como Lauren, la hija de un gánster. En 2014, apareció en la segunda temporada de The Village y de 2015 a 2016 interpretó a Martha Cratchit en Dickensian. En 2016, se anunció que Dynevor protagonizaría junto a Luke Pasqualino y Rupert Grint la serie de comedia criminal Crackle Snatch, con lo que sería su debut en la televisión estadounidense. La serie se estrenó el 16 de marzo de 2017 y luego se renovó para una segunda temporada. En 2017, se unió al elenco de la serie de comedia dramática de TV Land Younger en un papel recurrente de Clare.
En 2019, interpretó a Daphne Bridgerton, el personaje principal de la primera temporada del drama de época de Netflix producido por Shonda Rhimes, Bridgerton, basado en la novela romántica The Duke and I, que se estrenó en diciembre de 2020. Repitió su papel en la serie en la segunda temporada en 2022 ya con un papel secundario, ahora como Daphne Basset después del matrimonio del personaje. En una entrevista en el Festival de Cine de Sundance, Dynevor reveló que no aparecería en la tercera temporada de la serie, aunque dijo que podría aparecer en una temporada futura.
Hizo su debut cinematográfico como la ceramista Clarice Cliff en la película biográfica de 2021 The Color Room, dirigida por Claire McCarthy para Sky Cinema. En abril de 2022, protagonizó como invitada una versión ficticia de sí misma en la nueva versión británica de Call My Agent!, titulada Ten Percent. La serie se estrenó en Amazon Prime el 28 de abril de 2022. En enero de 2023, protagonizó la película biográfica de Netflix Bank of Dave junto a Rory Kinnear, y la película de suspenso Fair Play, junto a Alden Ehrenreich, que se estrenó en el Festival de Cine de Sundance con elogios de la crítica.

#### Próximos proyectos
Dynevor protagonizará la película de suspenso I Heart Murder de Sony Pictures, dirigida por Matt Spicer. Además, producirá y protagonizará la adaptación cinematográfica de la novela de Jonathan Stroud, The Outlaws Scarlett and Browne, y la adaptación de Amazon Prime de la novela Exciting Times de Naoise Dolan. También tiene papeles próximos en la película de suspenso y espionaje, Inheritance, la película de suspense psicológico Wichita Libra, el filme de tiburones dirigido por Tommy Wirkola, Beneath the Storm con Djimon Hounsou, y la película familiar Anniversary. Originalmente fue seleccionada para protagonizar la comedia romántica The Threesome junto a Logan Lerman, pero los papeles fueron reestructurados. y finalmente se unió al elenco como Daphne Du Maurier en The Housekeeper 

## Filmografía

### Cine
| Año  | Título                          | Papel         | Notas                                       | Ref.   |
| ---- | ------------------------------- | ------------- | ------------------------------------------- | ------ |
| 2016 | The Nature of Daylight          | Phoebe        | Cortometraje                                |        |
| 2017 | Snatch: Time Heist              | Lotti Mott    | Cortometraje                                |        |
| 2021 | The Colour Room                 | Clarice Cliff | Debut en el cine                            | [ 14 ] |
| 2023 | Fair Play                       | Emily         |                                             | [ 28 ] |
| 2023 | Bank of Dave                    | Alexandra     |                                             | [ 29 ] |
| 2025 | Inheritance                     | Maya          |                                             | [ 21 ] |
| 2025 | Beneath the Storm               |               |                                             | [ 24 ] |
| —    | The Outlaws Scarlett and Browne |               | Preproducción; también productora ejecutiva | [ 19 ] |
| —    | Anniversary                     | Liz           |                                             | [ 25 ] |

### Televisión
| Año       | Título           | Papel                                 | Notas                                                                 | Ref. |
| --------- | ---------------- | ------------------------------------- | --------------------------------------------------------------------- | ---- |
| 2009–2010 | Waterloo Road    | Siobhan Mailey                        | Papel regular, 20 episodios                                           |      |
| 2011      | Monroe           | Phoebe Cormack                        | Episodio 1x4                                                          |      |
| 2012–2013 | Prisoners' Wives | Lauren                                | Papel recurrente, 10 episodios                                        |      |
| 2014      | The Village      | Phoebe Rundle                         | Papel recurrente, 6 episodios                                         |      |
| 2015      | The Musketeers   | Camille                               | Episodio: «The Prodigal Father»                                       |      |
| 2015–2016 | Dickensian       | Martha Cratchit                       | Papel recurrente, 11 episodios                                        |      |
| 2017–2018 | Snatch           | Lottie Mott                           | Papel principal, 20 episodios                                         |      |
| 2017–2021 | Younger          | Clare                                 | Papel recurrente, 17 episodios                                        |      |
| 2020–2022 | Bridgerton       | Daphne Basset (de soltera Bridgerton) | Papel principal (temporada 1), recurrente (temporada 2); 13 episodios |      |
| 2022      | Ten Percent      | Ella misma                            | Episodio 1x05                                                         |      |

## Premios y nominaciones
| Año  | Premio                      | Categoría                                                   | Trabajo nominado | Resultado | Ref.   |
| ---- | --------------------------- | ----------------------------------------------------------- | ---------------- | --------- | ------ |
| 2021 | MTV Movie & TV Awards       | Mejor beso                                                  | Bridgerton       | Nominada  | [ 30 ] |
| 2021 | Satellite Awards            | Mejor actriz en una serie de televisión - Drama             | Bridgerton       | Nominada  | [ 31 ] |
| 2021 | Screen Actors Guild Awards  | Actuación sobresaliente de un elenco en una serie dramática | Bridgerton       | Nominada  | [ 32 ] |
| 2023 | National Film Awards UK     | Mejor Actriz de Reparto                                     | Bank of Dave     | Nominada  | [ 33 ] |
| 2024 | British Academy Film Awards | Estrella emergente                                          | _                | Nominada  | [ 34 ] |
| 2024 | National Film Awards UK     | Mejor Actriz                                                | Fair Play        | Nominada  | [ 35 ] |